# Топоница
Топоница или Топиница (на гръцки: Κρυονέρι, старо Τεπονίτσας или Τοπίνιτσα) е река в Егейска Македония, Гърция.

## Описание
Топоница извира от планината Голен (Колона) северно под възвишението Дервени (472 m) и южно под Сьопотос (413 m) северно от Рякия (Радяни) под името Урда. Тече в североизточна посока. Южно от Кастания приема левите си притоци Скаля, Керамида и Доксория и излиза от планината. Южно от Катахас (Като Хани) в едноименната местност Топоница приема левия си приток Керамида, идващ от Колиндрос (Колиндър). Югозападно от Либаново (Егинио) е уловена в регулиран канал, завива на изток и се влива в старото русло на Бистрица в блатото Алмира в Бистришката делта.
На 6 август 1969 година реката е прекръстена от Топоница/Урда на Крионери.

## Водосборен басейн
→ ляв приток, ← десен приток
- → Мада Рема
- → Скаля
- → Керамида
- → Доксория или Доксориес
- → Гаргарида
- → Думциос
- → Керамида
  - ← Ватилакос